# Власний герб
Власний герб — у річпосполитській геральдиці герб, що належить лише одному роду.
Оскільки в Речі посполитій були родини з гербами, герби окремих родин називалися власними гербами. Такий термін (але не назва!) доречний як розмовний термін. У генеалогічній літературі герби (Бонецькі, Уруські та інші) вживаються як своєрідні додатки, що вказують на те, що даний рід не належить до гербового роду.
Роди, що походили з руського та литовського боярства, німецького шляхетства (особливо Сілезії, Пруссії та Ліфляндії) і татар використовували власні герби. 1413 року під час укладення Городельської унія 47 литовських родів був прийнятий до польських гербових родів. Проте більшість шляхти Великого князівства Литовського використовувала власні герби (наприклад, Вага Потіїв, Корибут Вишневецьких), з часом в літературі ці герби отримали власні назви, зазвичай пов'язані з їх формою, додаючи прізвище оскільки в назві герба могла бути помилка. Крім того, на підставі графічної подібності герб іноземного походження помилково ототожнювали з річпосполитським гербом, можливо, розглядаючи його як варіант річпосполитського герба.
Сім'ї іноземного походження, корінні в Польщі, іноді також шляхетні родини, міщани з власними гербами (міщанські герби) також є своїми гербами, оскільки, на відміну від шляхетських гербів, вони не мали власних імен. і використовувалися однією родиною.
Власними вважаються герби, створені при наданні аристократичного титулу. Називати ці герби графським варіантом герба X або власним варіантом герба X некоректно.

## Приклад особистого герба
- Корибут — Вишневецькі